# Prêmio eSports Brasil 2017
A cerimônia de premiação do Prêmio eSports Brasil aconteceu em São Paulo e premiou os principais nomes do cenário brasileiro de eSports em 15 categorias diferentes. É a primeira edição do evento, sendo uma iniciativa do Grupo Globo em parceria com a Go4it e apresentação da Claro. A premiação foi transmitida nos canais do Youtube e Twitch do SporTV, além de seu canal na TV, o SporTV3.
A premiação foi dividida em duas categorias: Técnica e Popular. Na categoria técnica tivemos as divisões: Melhor atleta de CS:GO, League of Legends, Dota2, Overwatch, Card Game, Rainbow Six Siege, outras modalidades, atleta revelação e personalidade do ano. Todas essas divisões passaram por três etapas de votação: Inicialmente, o superjúri (uma comissão formada por 34 especialistas da área) indicou oito nomes para o público eleger um dos três finalistas. Os outros dois foram eleitos pela comissão. Já com a lista final dos três finalistas de cada categoria, cada especialista escolheu três finalistas por ordem de preferência de voto. Com isso, foram distribuído pontuações: 1° colocado (3 pontos), 2° colocado (2 pontos) e 3° colocado (1 ponto). Quem tiver a maior pontuação leva a premiação.
Na categoria popular tivemos as divisões: melhor organização, jogo, streamer e Craque da Galera. Todas os vencedores destas categorias são escolhidos exclusivamente por votação popular. Também tem a categoria “Atleta de eSports do Ano“, que será escolhida exclusivamente pelos 34 especialistas.

## Categorias
Títulos em negrito e listados em primeiro venceram nas respectivas categorias:

### Categorias Técnicas
| Melhor atleta de League of Legends                                                                                           | Personalidade do ano |
| --- | --- |
| - Alvaro "VVert" Miguel - Felipe "brTT" Gonçalves - Gabriel "Tockers" Claumann                                               | - Felipe "YoDa" Noronha - Gabriel "FalleN" Toledo - Nicolle "Cherrygumms" Merhy                                                      |
| Melhor atleta de Dota 2 | Melhor atleta de Overwatch |
| - Adriano "4dr" Machado - Danylo "Kingrd" Nascimento - William "hFn" Anastácio                                               | - Eduardo "dudu" Macedo - Murillo "murizzz" Tuchtenhagen - Renan "alemao" Moretto                                                    |
| Melhor atleta de Raibow Six Siege                                                                                            | Melhor atleta card game |
| - Leo "ziGueira" Duarte - André "nesk" Oliveira - Júlio "julioakajulio" Giacomelli                                           | - César "LegolaS" Pereira - Leo leomane Almeida - Lucas "Rase" Guerra                                                                |
| Melhor atleta de outras modalidades                                                                                          | Melhor atleta de futebol virtual |
| - Erick "Atchiin" Wu - Clash Royale - Diego "Kelazhur" Schwimer – Starcraft 2 - Thomas "Brolynho" Proença – Street Figther V | - Wendell Lira - Rafael "Rafifa" Fortes - Guilherme "GuiFera" Fonseca                                                                |
| Melhor atleta de CS:GO | Atleta revelação |
| - Marcelo "coldzera" David - Gabriel "FalleN" Toledo - Fernando "fer" Alvarenga                                              | - Gabriel "Juzinho" Nishimura - League of Legends - Alexandre "TitaN" Lima - League of Legends - Lucas "Lucasrep98" Gonçalves - FIFA |

### Categorias Populares
| Melhor Streamer                                                              | Melhor Organização                                                                                          |
| ---------------------------------------------------------------------------- | --- |
| - Felipe "YoDa" Noronha - Felipe "brTT" Gonçalves - Bruno "aXt" Habitzreuter | - RED Canids - Black Dragons - paiN Gaming                                                                  |
| Craque da Galera                                                             | Melhor Jogo                                                                                                 |
| - Felipe "YoDa" Noronha - Felipe "brTT" Gonçalves - Gabriel "FalleN" Toledo  | - League of Legends (LoL) - Counter-Strike: Global Offensive (CS:GO) - PlayerUnknown's Battlegrounds (PUBG) |